# Joey Wong
Joey Wong, de nom real Wong Cho-yee (王祖賢, Taipei 31 de gener de 1967), també anomenada Joey Wang, Wang Tsu-hsien, i Joey Ong Jyo-han/hen,, és una actriu i cantant taiwanesa actiu a Hong Kong. Considerada la "Deessa d'Orient", és una de les estrelles de cinema més llegendàries del cinema xinès i una icona atemporal de la bellesa. És considerada juntament amb Maggie Cheung, Rosamund Kwan i Cherie Chung una de les ‘Quatre Flors' del cinema de Hong Kong.

## Biografia
Nativa de Taipei, Wong va estudiar interpretació a la Guoguang Art School (actualment el National Performing Arts College de Taiwan). Té un germà gran, un germà petit i una germana.
El seu pare era jugador de bàsquet i l'anima a seguir el mateix camí que ell des dels 14 anys. Poc després, va protagonitzar un anunci de televisió de sabates esportives que va cridar l'atenció d'un productor de pel·lícules que la va llançar a la pel·lícula It'll Be Very Cold by the Lakeside This Year. La seva actuació li va valdre una invitació a Hong Kong per part de la productora de Shaw Brothers Mona Fong per protagonitzar Let's Make Laugh 2 juntament amb Derek Yee.
El 1987, va interpretar un ésser fantasmagòric preciós a Una història xinesa de fantasmes, i la seva bellesa i gràcia la van convertir en un ídol al Japó i Corea del Sud. Durant els anys següents, va fer una dotzena de pel·lícules interpretant personatges similars, ja siguin fantasmes o guineus.
El 1989, va viatjar al Japó per protagonitzar la sèrie de televisió A Woman From Hong Kong. Més tard, també va fer anuncis i va publicar àlbums de fotos. El 1992, va fer el seu debut cantant amb un senzill en japonès i mandarí, "Hold You In My Arms Forever". El 1993, va interpretar el personatge de White Snake a Green Snake de Tsui Hark, una adaptació de la Llegenda de la serp blanca des del punt de vista de la serp verda, encara que la serp blanca segueix sent el fil conductor de la història.
Aleshores, Wong va expressar el seu desig de retirar-se de l'actuació l'any 1994 i es va mantenir allunyada dels plats de cinema fins al 1997, quan va tornar a la gran pantalla amb la pel·lícula japonesa Peking Genjin (Peking Man) i va llançar el senzill Who Are You?.
El 1998, va llançar el disc japonès Angelus i el seu primer i únic disc en mandarí, Isolation també anomenat Isolated From The World.
Va tornar a la semi-jubilació després de l'estrena de Isolation, però va tornar al cinema l'any 2001 amb Peony Pavilion, després va tornar a anunciar la seva retirada el 2002 després de divorciar-se de la cantant taiwanesa Chyi Chin.
El 2004, va aparèixer a Shanghai Story i en una sèrie de televisió taiwanesa al costat del seu exmarit Chyi Chin. Hauria agraït el seu retorn al cinema i hauria signat un contracte per a diverses pel·lícules. No obstant això, el suïcidi inesperat del seu amic actor Leslie Cheung va fer que es retirés una vegada més.
El setembre de 2005, amb motiu del llançament mundial de Shanghai Story, va tornar a anunciar la seva jubilació oficial. Des d’aleshores resideix a Vancouver al Canadà on estudia anglès.

## Filmografia
- 1984 : An Eternal Combat (Tian di xuan men), de Thomas Yip[3]
- 1985 : Working Class (Da gung wong dai), de Tsui Hark
- 1985 : Let's Make Laugh 2 (Joi gin chat yat ching), d'Alfred Cheung
- 1986 : 100 Ways to Murder Your Wife (Shaqi Errenzu), de Kenny Bee
- 1986 : Where's Officer Tuba? (Pi li da la ba), de Philip Chan i Ricky Lau
- 1986 : A Hearty Response (Yi gai yun tian), de Norman Law
- 1986 : Last Song in Paris (Ou ran), de Chu Yuan
- 1987 : To Err Is Human (Piao cuo can), d'Alfred Cheung
- 1987 : La Légende de la perle d'or (Wai Si-Lei chuen kei), de Teddy Robin Kwan
- 1987 : Una història xinesa de fantasmes (Sien nui yau wan), de Ching Siu-tung
- 1988 : Carry on Hotel (Jin zhuang da jiu dian), de Jeffrey Lau
- 1988 : My Dream Is Yours (Meng guo jie), de Derek W. Cheung Chang
- 1988 : The Big Heat (Cheng shi te jing), de Andrew Kam et Johnnie To
- 1988 : Law or Justice (Faat jung ching)
- 1988 : Fractured Follies (Chang duan jiao zhi lian), de Wang Chung
- 1988 : Spy Games (Zhong Ri nan bei he), de David Wu
- 1988 : Picture of a Nymph (Hua zhong xian), de Wu Ma
- 1988 : The Diary of a Big Man (Daai jeung foo yat gei), de Chu Yuan
- 1989 : Gift from Heaven (Da gong kuang xian qu), de Andy Wing-Keung Chin
- 1989 : Celebrity Talk Show (Jin ye bu she fang), de Leung Lai Yung (série TV)
- 1989 : Missing Man (Do si lip yan), de Stephan Yip
- 1989 : Mr. Coconut (Hap ga foon), de Clifton Ko
- 1989 : My Heart Is That Eternal Rose (Sha shou hu die meng), de Patrick Tam
- 1989 : The Reincarnation of Golden Lotus (Pan Jin Lian zhi qian shi jin sheng), de Clara Law
- 1989 : Web of Deception (Jing hun ji), de David Chung
- 1989 : Les Dieux du jeu (Du shen), de Wong Jing
- 1990 : The Cyprus Tigers (Dong fang lao hu), de Phillip Ko
- 1990 : Killer's Romance (Long man sha shou tze yo ren), de Phillip Ko
- 1990 : A Tale from the East (Man hua qi xia), de Manfred Wong
- 1990 : Demoness from Thousand Years (Qian nian nu yao), de Patrick Yeung
- 1990 : Family Honor (Wu ming jia zu), de Norman Law
- 1990 : Kung Fu VS Acrobatic
- 1990 : Point of No Return (Diy shut saat sing), de Guy Lai
- 1990 : The Big Score (Jue qiao zhi duo xing), de Wong Jing
- 1990 : Histoire de fantômes chinois 2 (Sien nui yau wan II yan gaan do), de Ching Siu-tung
- 1990 : Gangland Odyssey (Yi daam hung sam), de Michael Chan
- 1991 : Lady Wolf, de Richard X.C. Tung
- 1991 : Lake Sprite
- 1991 : Hong Kong Godfather (Tian zi men sheng), de Ho Cheuk-wing
- 1991 : Kung Fu vs. Acrobatic (Ma deng ru lai shen zhang), de Taylor Wong
- 1991 : Red and Black (Gui gan bu), d'Andrew Kam
- 1991 : Fantasy Romance (Mo hua qing), de Taylor Wong
- 1991 : A Chinese Legend (Zhui ri), de Lau Hung Chuen
- 1991 : Sinneoi Jauwan III: Dou Dou Dou de Ching Siu-tung i Tsui Hark
- 1991 : Foxy Spirits (Ling hu), de Wu Ma
- 1991 : The Banquet (Haomen yeyan), d'Alfred Cheung, Joe Cheung i Tsui Hark
- 1992 : Casino Tycoon (Do sing daai hang san goh chuen kei), de Wong Jing
- 1992 : Casino Tycoon 2 (Do sing daai hang II ji ji juen mo dik), de Wong Jing
- 1992 : Swordsman 3 (Dung Fong Bat Baai: Fung wan joi hei), de Ching Siu-tung i Raymond Lee
- 1992 : All Men Are Brothers: Blood of the Leopard (Sui woo juen ji ying hung boon sik), de Billy Chan
- 1992 : The Prince of Temple Street (Miu kai sup yi siu), de Jeffrey Chiang
- 1993 : An Eye for an Eye (Wei wo du zun), de O Sing-Pui
- 1993 : The Eagle Shooting Heroes (Se diu ying hung ji dung sing sai jau), de Jeffrey Lau
- 1993 : Butterfly and Sword (Xin liu xing hu die jian), de Michael Mak
- 1993 : The Beheaded 1000 (Qian ren zhan), de Ting Shan-si
- 1993 : Niki Larson (Sing si lip yan), de Wong Jing
- 1993 : Painted Skin (Hua pi zhi yinyang fawang), de King Hu
- 1993 : Chez 'n Ham (Zhi shi huo tui), de Blackie Ko i Herman Yau
- 1993 : Green Snake (Ching Se), de Tsui Hark
- 1993 : Little Woman (Sheng nu de yu wang), de Yau Kong-Kin et Yau Liu Juen
- 1997 : Peking Man (Pekin genjin), de Junya Sato
- 1998 : The Last Song (Seikimatsu no uta) (série TV)
- 1998 : Love, de Hidenobu Hosono
- 2001 : Peony Pavilion (Youyuan jingmeng), de Yonfan
- 2004 : Shanghai Story (Meili Shanghai), de Peng Xiaolian

## Distincions
- Nominada al premi a la millor actriu als Hong Kong Film Awards el 1988 per Una història xinesa de fantasmes.
- Premi a la millor actriu al XXV Festival Internacional de Cinema Fantàstic de Sitges el 1992 per Sinneoi Jauwan III: Dou Dou Dou.[4]